# 天草市立富津小学校
天草市立富津小学校（あまくさしりつ とみつしょうがっこう）は、熊本県天草市河浦町崎津にあった小学校。

## 沿革
- 1875年（明治8年）8月 - 崎津村字宇土の迫881番地に設立
- 1876年（明治9年）
  - 1月 - 火災にあい全焼し分離、崎津村字村上593番地に公立崎津小学校設立。西南戦争により一時閉校
  - 2月 - 再閉校
- 1884年（明治17年）7月1日 - 公立崎津小学校再設置
- 1891年（明治24年）1月 - 崎津簡易科設置
- 1892年（明治25年）4月7日 - 崎津尋常小学校と改称
- 1898年（明治31年）6月21日 - 富津尋常小学校と改称
- 1899年（明治32年）9月1日 - 小島分教場設置
- 1903年（明治36年）4月 - 富津尋常高等小学校と改称
- 1941年（昭和16年）4月1日 - 富津国民学校と改称
- 1947年（昭和22年）4月1日 - 富津村立富津小学校と改称
- 1954年（昭和29年）11月1日 - 河浦町立富津小学校と改称
- 1967年（昭和42年） - 小島分校廃止
- 2006年（平成18年）3月27日 - 天草市立富津小学校と改称
- 2012年（平成24年） - 天草市立一町田小学校・第一分校と統合し天草市立河浦小学校となる。

## 学校周辺
- 国道389号
- 羊角湾
- 金比羅山